# Heteronotus fabulosus
Heteronotus fabulosus är en insektsart som beskrevs av Boulard 1981. Heteronotus fabulosus ingår i släktet Heteronotus och familjen hornstritar. Inga underarter finns listade i Catalogue of Life.